# 恋の予感から
『恋の予感から』（こいのよかんから）は、日本のロックバンド、レミオロメンの15thシングル作品。2009年11月25日にOORONG RECORDSより発売。

## 解説
- サウンドプロデュースにトーレ・ヨハンソンを起用。
- ブリヂストンBLIZZAKのTVCMソング及びレコチョクのTVCMソングに起用されている。
- ライブDVD「REMIOROMEN SPECIAL LIVE at SAITAMA SUPER ARENA 6th MAY, 2009」と同時発売。 
  - DVDとの連動特典として、初回生産分には特典応募シリアルNoを封入。シリアル番号1個でオリジナル待受けFlashを、2個でレミオロメンから年賀状（ハガキ）が送られる。
- PVには俳優の田中圭とモデルのアンジェラベイビーが起用されている。

## 収録曲
1. 恋の予感から
作詞・作曲:藤巻亮太、編曲:レミオロメン&トーレ・ヨハンソン
2007年の夏頃からフェスなどで披露されていた曲。
最初のタイトルは「恋の予感」だったが、次へ繋げていくという意味で「から」が付けられた。
2. オリオン
作詞・作曲:藤巻亮太、編曲:レミオロメン&皆川真人
アルバム「HORIZON」の頃に作られた曲。「ツリー」や「イルミネーション」等の歌詞が登場し、クリスマスを意識している。また、この曲の歌詞の中に「粉雪」が入っており、彼らの最大のヒット曲である「粉雪」と関係があるのではないかと思われるが、藤巻曰く「遊び心で書いた」との事である。
3. ひまわり
作詞・作曲:藤巻亮太、編曲:レミオロメン
ボーカル藤巻が学生の頃に組んでいたバンド「ライン」の時の曲。デビュー後にライブで一度だけ弾き語りで披露されたことがある。

## 収録アルバム
- 花鳥風月 (#1)
- 秋〜花鳥風月〜 (#1)
- 冬〜花鳥風月〜 (#2)